# Portezuelo, Querétaro Arteaga
Portezuelo är en ort i Mexiko.   Den ligger i kommunen Cadereyta de Montes och delstaten Querétaro Arteaga, i den sydöstra delen av landet, 140 km norr om huvudstaden Mexico City. Portezuelo ligger 1 904 meter över havet och antalet invånare är 521.
Terrängen runt Portezuelo är huvudsakligen kuperad, men åt sydost är den platt. Runt Portezuelo är det ganska tätbefolkat, med 60 invånare per kvadratkilometer. Närmaste större samhälle är Tequisquiapan, 17,8 km sydväst om Portezuelo. Trakten runt Portezuelo består i huvudsak av gräsmarker.